# Organización Laborista Nacional
La Organización Laborista Nacional, también conocida como Comité Laborista Nacional o simplemente como Laborismo Nacional, fue un grupo político británico formado tras la creación en 1931 del Gobierno Nacional para coordinar los esfuerzos de sus partidarios procedentes del Partido Laborista. El miembro más destacado del Partido Laborista implicado en el Gobierno era su primer ministro, Ramsay MacDonald. El Laborismo Nacional presentó candidatos al Parlamento, pero no se consideraba un partido político como tal y no tenía una política característica diferente de la del gobierno que apoyaba. Tras el fallecimiento de MacDonald, el grupo continuó su existencia hasta disolverse en los prolegómenos de las elecciones generales de 1945 y su boletín informativo dejó de publicarse dos años después. 

## Elecciones de 1931
La repentina decisión de convocar elecciones generales en octubre de 1931 dejó a MacDonald y los demás partidarios laboristas con el difícil trabajo de organizar sus propias reelecciones sin forma alguna de organización. Los preparativos habían comenzado el 19 de septiembre y para primeros de octubre los seguidores del Laborismo Nacional tenían una lista de 34 escaños que querían disputar: 14 de los 15 diputados laboristas nacionales salientes deseaban luchar por su reelección y otros diez candidatos estaban preparados para concurrir por otras circunscripciones. El grupo pensó que podrían encontrarse otros diez candidatos más.

### Financiación y organización
MacDonald era firme en la opinión de que el laborismo nacional debía estar separado y no tener conexión alguna con el Partido Conservador. Parece que fue rechazada una oferta de 100.000 libras realizada por Lord Beaverbrook, pero Alexander Grant aportó 250 libras y el Duque de Westminster dio 2.000 a través de Maundy Gregory. El Laborismo Nacional había recaudado 20.000 libras en total para los gastos electorales. Al principio de la campaña, MacDonald negó las denuncias del Partido Laborista sobre que los fondos habían procedido del Partido Conservador. Frank Markham (secretario parlamentario de MacDonald) y el viceministro Earl De La Warr constituyeron un Comité Laborista Nacional para presentarse a las elecciones. De La Warr se convirtió en su presidente.

### Candidatos
Las negociaciones con la sede central de los conservadores comenzaron tras una reunión el 25 de septiembre, cuando los conservadores habían asegurado a MacDonald que no sería difícil llegar a un acuerdo. Frank Markham bosquejó entonces un listado de 35 circunscripciones en las que el Laborismo Nacional deseaba presentarse a las elecciones y donde quería que los conservadores les apoyasen. Sin embargo, los conservadores se opusieron en muchas de ellas, como Kensington Norte y Birmingham Erdington, que eran antiguas circunscripciones con estrecha mayoría conservadora que solo habían ido a manos laboristas por escaso margen en 1929. Los conservadores locales rechazaron retirar a sus candidatos y en Liverpool Everton, el diputado laborista nacional saliente, Derwent Hall Caine, se encontró con la oposición (y finalmente fue derrotado) de un conservador. El 14 de octubre, con el cierre de listas ya inminente, la obstinación de las asociaciones y candidatos conservadores habían forzado a los candidatos laboristas nacionales a retirarse en cuatro circunscripciones y solo contaban con 25 candidatos confirmados, 10 de ellos con oposición conservadora.
El propio MacDonald intentó intervenir y el día después de las elecciones denunció que el fiscal general Sir William Jowitt había sido desalojado de la circunscripción de Preston y los conservadores no podían encontrar a una asociación local que le quisiera aceptar. El presidente del Partido Conservador, Lord Stonehaven se quejó a su vez ante MacDonald sobre su promoción de «candidatos desconocidos nombrados en el último momento por usted» para competir con conservadores a quien les había prometido apoyo, lo que arriesgaba esos escaños en beneficio de la oposición.
De los 20 candidatos finalmente nominados, seis se enfrentaron a un candidato conservador rival y uno a un liberal nacional. Tres candidatos más se retiraron antes del día de los comicios. La organización general del Laborismo Nacional durante las elecciones fue dirigida por Benjamin Musgrave.

## Creación de la organización
En diciembre, el secretario privado de MacDonald, Herbert Usher, escribió un largo memorándum preguntándose por cuestiones clave sobre qué tipo de organización se necesitaba en esos momentos. Usher afirmó que MacDonald necesitaba responder tres preguntas cruciales: en primer lugar, si quería formar un nuevo partido; en segundo lugar, si tenía pensado volver al Partido Laborista; y en tercer lugar, si el Gobierno Nacional continuaría durante mucho tiempo y produciría un único partido de centro. Usher planteaba que no era posible crear un Partido Laborista Nacional propiamente dicho porque cualquier política propia amenazaría la unidad de la coalición del Gobierno Nacional. Asimismo, sostenía que MacDonald no podía regresar al Partido Laborista, que albergaba un rencor extremo sobre la manera en que se había formado el Gobierno Nacional. Usher concluía que la opinión pública estaba a favor de la creación de un gran partido centrista, pero que las organizaciones políticas no lo permitirían.
A principios de 1932 fueron creados unos estatutos y una organización, así como el mensual News-Letter dirigido a los simpatizantes y editado por Clifford Allen. Una editorial escrita en la primera edición por Allen enfatizaba que el News-Letter pretendía ser «un medio de contacto entre los simpatizantes laboristas del Gobierno Nacional», pero también «llamar la atención de la opinión pública». La dirección editorial fue posteriormente asumida por Godfrey Elton y tanto Allen como Elton recibieron títulos nobiliarios por parte de MacDonald. En septiembre de 1932, William Spofforth (antiguo agente electoral del Partido Laborista en la circunscripción de Westhoughton) fue nombrado secretario.
Philip Snowden, que como ministro de Hacienda había sido el segundo laborista más destacado en convertirse en miembro del Gobierno Nacional tras MacDonald, permaneció nominalmente como uno de los miembros laboristas nacionales del gabinete tras las elecciones, recibiendo un título nobiliario. Sin embargo, Snowden rechazó una invitación de Clifford Allen para escribir en el News-Letter, respondiendo mordazmente al declarar que «En realidad no entiendo este Partido Laborista Nacional». Cuando Snowden dimitió del Gobierno en oposición a los resultados proteccionistas de la Conferencia de Ottawa en septiembre de 1932, declaró que ya no tenía lealtad alguna hacia ningún partido.

## Relaciones con los conservadores
Tras las elecciones, MacDonald persistió en intentar encontrar un escaño para Jowitt. Todo lo que Stonehaven ofrecería fue Nottingham Sur, donde la Asociación Conservadora sería persuadida a apoyar a Jowitt si el diputado laborista nacional en el cargo, George Wilfrid Holford Knight, se apartaba. Inesperadamente, Holford Knight rechazó obedecer y MacDonald se enfadó no con él, sino con los conservadores por no ofrecer un escaño que tuviesen en su poder. En julio de 1932, se convocaron elecciones parciales en Wednesbury, un escaño que el laborismo había conservado en todas las elecciones excepto en 1931. De La Warr expresó a Stonehaven la esperanza de que los conservadores locales aceptasen un candidato laborista nacional, pero Stonehaven le respondió que la propuesta le sorprendía. Lo había intentado, pero la Asociación Conservadora de Wednesbury estaba obstinada en rechazar tener un candidato laborista nacional, lo que significaría entregar su organización y financiar la campaña. MacDonald pudo haber considerado dimitir, pero decidió únicamente rechazar enviar un mensaje de apoyo al conservador, que terminó por perder el escaño ante los laboristas en cualquier caso.
En su propaganda, el Laborismo Nacional se preocupaba por subrayar que aunque el Parlamento estuviese fuertemente dominado por los conservadores, el gabinete estaba mucho más equilibrado entre los partidos.
En 1933, se suscribió un pacto electoral local en Finsbury entre el Laborismo Nacional y el Partido Reformista Municipal en previsión de las elecciones al Consejo del Condado de Londres (LCC) de 1934. La circunscripción parlamentaria tenía un diputado laborista nacional, pero los dos escaños del LCC estaban en manos del laborismo y el pacto acordaba que Kenneth Lindsay concurriría en conjunción con un candidato reformista municipal a las elecciones. En los comicios, Michael Franklin, del Laborismo Nacional, y Fordham Flower, de los reformistas municipales, concurrieron como candidatos «municipales nacionales», pero fracasaron en ganar sus escaños.

## Políticas y propaganda
Aunque el Laborismo Nacional no podía defender ninguna política opuesta al Gobierno Nacional, sus miembros planteaban sugerencias políticas y argumentaban en apoyo de la política gubernamental. Un folleto, denominado On the Home Front y publicado en abril de 1934, subrayó los argumentos del Laborismo Nacional para apoyar la política interior del Gobierno Nacional: planteaba que la política agraria seguida por el Gobierno tenía «la característica política conservadora de un arancel» así como «la característica organización industrial de un Estado socialista» y por tanto mostraba que lo que el Gobierno «se debe a las doctrinas tradicionales no de uno, sino de todos los partidos en el Estado». El folleto afirmaba que volver al viejo sistema de partidos significaría un gobierno débil y que los gobiernos débiles habían sido los que habían llevado a otros países europeos a la dictadura.
Rememorando las políticas de los años 30 en un artículo de 1964, el profesor Arthur Marwick consideraba que la significación del Laborismo Nacional había sido ser «un punto central en torno al cual la gente que deseaba un acuerdo político podía adherirse». Mencionaba que el Laborismo Nacional pudo atraer al socialismo colectivista a sectores intimidados por el carácter resueltamente de clase trabajadora del Partido Laborista y citaba a Harold Nicolson como buen ejemplo de ello.
En abril de 1935 fue publicado un volumen de ensayos escritos por cinco políticos dirigentes del Laborismo Nacional bajo el título Towards a National Policy: being a National Labour Contribution. MacDonald aportó un prefacio en el que argumentaba que la oposición laborista «está tan poco guiada por la opinión socialista e inspirada por el hermoso espíritu humano de nuestro socialismo británico como cualquier otro partido político que por pura conveniencia pugna por la mayoría». Lord Elton planteaba que los sindicatos no debían afiliarse al Partido Laborista porque podían conseguir más negociando su apoyo cuando no tenían vínculos con ningún partido político.

## Elecciones de 1935
MacDonald permaneció como primer ministro al frente del Gobierno de coalición hasta junio de 1935, cuando dio paso a Stanley Baldwin y se convirtió en cambio en Lord presidente del Consejo. En las elecciones generales de 1935, el partido presentó 20 candidatos, ocho de los cuales fueron elegidos. Inmediatamente tras las elecciones, el News-Letter sostuvo que aquellos partidarios laboristas del Gobierno Nacional habían permanecido ocultos «gracias al "terror" sindical y que el partido debería haber pedido el voto de todos los socialistas y sindicalistas opuestos a ser meros rebaños en la jungla política». Cuando el hijo de Ramsay MacDonald, Malcolm, concurrió a las elecciones parciales de Ross y Cromarty de 1936, se encontró con la oposición de Randolph Churchill presentándose como candidato conservador y sosteniendo que el Laborismo Nacional era un «dispositivo simulado» sin apoyo real alguno. Tras conocer el éxito de su hijo, Ramsay MacDonald corrigió a un corresponsal que se había referido a la «derrota del laborismo» señalando que «El laborismo fue victorioso, y una rara mezcla que ni tenía principios ni política, ahora conocido como Laborismo de Oposición, fue derrotado».

## Últimos años
El 18 de octubre de 1937, Ramsay MacDonald inauguró oficialmente la nueva sede central de la Organización Laborista Nacional en el 57 de Tufton Street. Un mes después, MacDonald estaba muerto; la Organización Laborista Nacional continuó, aunque pospuso su congreso hasta marzo de 1938. Cuando se celebró el congreso, The Times lo saludó con un editorial elogiando al partido por echar «raíces más profundas que las de un mero grupo formado en torno a una personalidad particular». Malcolm MacDonald asumió el liderazgo del grupo parlamentario y los miembros laboristas nacionales del ejecutivo conservaron sus cargos: el partido emitió una declaración de apoyo a Neville Chamberlain sobre los Acuerdos de Múnich.
En la primera edición del News-Letter de 1939 se publicó una declaración del Laborismo Nacional en la que prometían su apoyo a un Imperio unido, a una fuerte Sociedad de Naciones («para dar lugar a estrategias constructivas de apaciguamiento internacional, tanto económico como político»), a la planificación nacional de la vida económica, la preservación del medio rural y la mejora de los servicios sociales. Cuando Alemania invadió el conjunto de Checoslovaquia en marzo de 1939, un editorial apeló a formar «un Gobierno de concentración nacional» que debía incluir a «los leales dirigentes de los sindicatos y los partidos de la oposición». El News-Letter apoyó en su siguiente número una moción parlamentaria presentada por Anthony Eden y Winston Churchill en la que se llamaba a formar un Gobierno Nacional «de la base más amplia posible».
En vísperas de las elecciones generales previstas para el otoño de 1939, algunos candidatos laboristas nacionales fueron adoptados de otras formaciones y el partido atrajo a algunas figuras de alto nivel hacia su seno (incluido el exdiputado Michael Marcus). El estallido de la guerra, retrasando las elecciones, obligó al grupo a reconsiderarlas. En febrero de 1940 se anunció que el partido no celebraría su congreso anual y que había suspendido la publicación del News-Letter. En febrero de 1942, Stephen King-Hall dimitió del grupo parlamentario, planteando que deseaba oponerse a la implicación en consideraciones políticas de partido durante el periodo de guerra. En mayo de 1943 fue seguido por Kenneth Lindsay, reduciendo el tamaño del grupo parlamentario a solo cinco diputados. Earls De La Warr dimitió en agosto de 1943, sustituido como presidente por Richard Denman.

## Disolución
Un congreso especial de la Organización Laborista Nacional celebrado el 14 de junio de 1945 decidió disolver el partido. Malcolm MacDonald optó por no defender su escaño y se retiró de la primera línea política. Los otros exdiputados laboristas nacionales adoptados fueron presentados con la etiqueta de «parlamentarios nacionales». La organización emitió una declaración de disolución en la que elogiaba al Partido Laborista por haberse sumado al Gobierno de coalición en 1940 y le condenaba por haberlo roto inmediatamente después de la victoria en Europa. Llamaba a «todos los hombres y mujeres de visión progresista» a votar para reelegir al Gobierno de Churchill. Al hacerse eco de la disolución, el Election Diary del Observer consideraba que lo sorprendente es que hubiese tenido lugar en un año tan tardío como 1945.
Los cinco candidatos del partido fueron derrotados en las elecciones, pero Kenneth Lindsay fue reelegido como candidato independiente tras cambiarse de circunscripción, de Kilmarnock a la de las universidades inglesas. El News-Letter continuó, con una línea editorial crítica con el Gobierno Attlee. En septiembre de 1946 instó a los miembros progresistas del Partido Conservador a desechar su identidad y unirse con el Partido Liberal bajo otro nombre; el editorial planteaba que «la lucha por el futuro será por los derechos individuales contra el omnipotente Estado, por la democracia contra el despotismo». La última edición del News-Letter estuvo fechada en abril-julio de 1947.
Posteriormente, Harold Nicolson se afilió al Partido Laborista y concurrió como su candidato en las elecciones parciales de Croydon Norte de 1948, que perdió. Sir Frank Markham se unió a los conservadores y regresó a la Cámara de los Comunes como diputado por Buckingham, al resultar elegido en los comicios de 1951. Markham abandonó el Parlamento en 1964.
El otro expolítico laborista nacional en regresar al Gobierno fue Earl De La Warr, en 1951. Fue nombrado por el primer ministro Winston Churchill como director general de Correos. Era un nombramiento ministerial pero fuera del gabinete. De La Warr se jubiló en 1955.

## Resultados electorales
|  | 1,5 % |

|  | 1,5 % |

## Candidaturas
Los candidatos presentados por el Comité Laborista Nacional y la posterior Organización Laborista Nacional fueron los siguientes. Aquellos marcados en negrita resultaron elegidos en al menos unos comicios.
| Circunscripción                    | Candidato                         | Elecc. Gen. 1931 | Elecc. Gen. 1931 | Elecciones parciales   | Elecciones parciales | Elecciones parciales | Elecc. Gen. 1935 | Elecc. Gen. 1935 | Elecciones parciales                        | Elecciones parciales                        | Elecciones parciales                        |
| Circunscripción                    | Candidato                         | Votos            | %                | Fecha                  | Votos                | %                    | Votos            | %                | Fecha                                       | Votos                                       | %                                           |
| ---------------------------------- | --------------------------------- | ---------------- | ---------------- | ---------------------- | -------------------- | -------------------- | ---------------- | ---------------- | ------------------------------------------- | ------------------------------------------- | ------------------------------------------- |
| Bassetlaw                          | Malcolm James MacDonald           | 27.136           | 66,6             | —                      | —                    | —                    | 20.764           | 48,7             | Elección parcial de Ross y Cromarty de 1936 | Elección parcial de Ross y Cromarty de 1936 | Elección parcial de Ross y Cromarty de 1936 |
| Bristol Este                       | Archibald George Church           | —                | —                | —                      | —                    | —                    | 15.126           | 40,7             | Elección parcial de Derby de 1936           | Elección parcial de Derby de 1936           | Elección parcial de Derby de 1936           |
| Cardiff Central                    | Sir Ernest Nathaniel Bennett      | 24.120           | 69,2             | —                      | —                    | —                    | 16.954           | 51,6             | —                                           | —                                           | —                                           |
| Valle de Colne                     | Michael Arthur Ernest Franklin    | 202              | 0,5              | —                      | —                    | —                    | —                | —                | —                                           | —                                           | —                                           |
| Universidades Inglesas Combinadas  | Rt Hon Sir William Allen Jowitt   | 2.759            | 20,1             | —                      | —                    | —                    | —                | —                | —                                           | —                                           | —                                           |
| Universidades Escocesas Combinadas | Rt Hon James Ramsay MacDonald     | —                | —                | —                      | —                    | —                    | —                | —                | 27-31 de enero de 1936                      | 16.393                                      | 56,5                                        |
| Derby                              | Rt Hon James Henry Thomas         | 39.688           | 35,4             | —                      | —                    | —                    | 37.566           | 30,1             | —                                           | —                                           | —                                           |
| Derby                              | Archibald George Church           | —                | —                | —                      | —                    | —                    | —                | —                | 9 de julio de 1936                          | 25,666                                      | 47.5                                        |
| Dewsbury                           | John Fennell                      | —                | —                | —                      | —                    | —                    | 8.798            | 29,5             | —                                           | —                                           | —                                           |
| Essex Sureste                      | Felix Greene                      | 6.539            | 11,5             | —                      | —                    | —                    | —                | —                | —                                           | —                                           | —                                           |
| Finsbury                           | Sir George Masterman Gillett      | 17.292           | 63,1             | —                      | —                    | —                    | 10.600           | 44,2             | —                                           | —                                           | —                                           |
| Forest of Dean                     | Dr John Vigers Worthington        | 14.815           | 52,7             | —                      | —                    | —                    | 12.337           | 42,4             | —                                           | —                                           | —                                           |
| Gateshead                          | John Fennell                      | 187              | 0,3              | —                      | —                    | —                    | —                | —                | —                                           | —                                           | —                                           |
| Ilkeston                           | Abraham John Flint                | 17.587           | 50,0             | —                      | —                    | —                    | —                | —                | —                                           | —                                           | —                                           |
| Kilmarnock                         | Rt Hon Craigie Mason Aitchison    | 21.803           | 59,6             | —                      | —                    | —                    | —                | —                | —                                           | —                                           | —                                           |
| Kilmarnock                         | Kenneth Martin Lindsay            | —                | —                | 2 de noviembre de 1936 | 12.577               | 34,8                 | 19.115           | 50,9             | —                                           | —                                           | —                                           |
| Lambeth Norte                      | Sydney Frank Markham              | —                | —                | 23 de octubre de 1934  | 2.927                | 15,0                 | —                | —                | —                                           | —                                           | —                                           |
| Leeds Central                      | Hon Richard Douglas Denman        | 26.496           | 71,4             | —                      | —                    | —                    | 17.747           | 56,4             | —                                           | —                                           | —                                           |
| Leek                               | Leslie Montagu Thomas             | —                | —                | —                      | —                    | —                    | 17.419           | 42,6             | —                                           | —                                           | —                                           |
| Leicester Oeste                    | Hon Harold George Nicolson        | —                | —                | —                      | —                    | —                    | 15.821           | 43,7             | —                                           | —                                           | —                                           |
| Lichfield                          | James Alexander Lovat-Fraser      | 26.669           | 62,8             | —                      | —                    | —                    | 23.489           | 53,8             | —                                           | —                                           | —                                           |
| Lichfield                          | George Beresford Craddock         | —                | —                | —                      | —                    | —                    | —                | —                | 5 de mayo de 1938                           | 22.760                                      | 49,1                                        |
| Liverpool Everton                  | Derwent Hall Caine                | 4.950            | 19,9             | —                      | —                    | —                    | —                | —                | —                                           | —                                           | —                                           |
| Middlesbrough Oeste                | William Arthur Spofforth          | —                | —                | —                      | —                    | —                    | 11.387           | 30,1             | —                                           | —                                           | —                                           |
| Newcastle upon Tyne Central        | William Henry Dashwood Caple      | 94               | 0,3              | —                      | —                    | —                    | —                | —                | —                                           | —                                           | —                                           |
| Nottingham Sur                     | George Wilfred Holford Knight     | 22.852           | 68,3             | —                      | —                    | —                    | —                | —                | —                                           | —                                           | —                                           |
| Nottingham Sur                     | Sydney Frank Markham              | —                | —                | —                      | —                    | —                    | 15.559           | 52,3             | —                                           | —                                           | —                                           |
| Ormskirk                           | Samuel Thomas Rosbotham           | 30.368           | 75,0             | —                      | —                    | —                    | 27.624           | 58,5             | —                                           | —                                           | —                                           |
| Ormskirk                           | William Stephen Richard King-Hall | —                | —                | —                      | —                    | —                    | —                | —                | 27 de octubre de 1939                       | sin oposición.                              | sin oposición.                              |
| Peckham                            | Ernest James Titler               | 1.442            | 4,3              | —                      | —                    | —                    | —                | —                | —                                           | —                                           | —                                           |
| Ross y Cromarty                    | Rt Hon Malcolm James MacDonald    | —                | —                | —                      | —                    | —                    | —                | —                | 10 de febrero de 1936                       | 8.949                                       | 49,5                                        |
| Seaham                             | Rt Hon James Ramsay MacDonald     | 28.978           | 55,0             | —                      | —                    | —                    | 17.882           | 31,8             | 1936                                        | 1936                                        | 1936                                        |
| Southwark Central                  | Ernest Stanford                   | —                | —                | —                      | —                    | —                    | 9.735            | 46,7             | —                                           | —                                           | —                                           |
| South Shields                      | Frederick Frank Arthur Burden     | —                | —                | —                      | —                    | —                    | 10.784           | 23,6             | —                                           | —                                           | —                                           |
| Tottenham Sur                      | Francis Noel Palmer               | 17.824           | 58,6             | —                      | —                    | —                    | 15.834           | 41,5             | —                                           | —                                           | —                                           |
| Wednesbury                         | Rev Herbert Dunnico               | —                | —                | —                      | —                    | —                    | 19.883           | 46,7             | —                                           | —                                           | —                                           |

Nota:
- Código de colores:

{{#3CB371|Escaño ganado|border=1px solid #AAAAAA}}
{{#90EE90|Escaño mantenido (en 1931, escaño mantenido por el diputado saliente)|border=1px solid #AAAAAA}}